# Third Stage
| 전문가 평가 | 전문가 평가 |
| 평가 점수   | 평가 점수   |
| 출처        | 점수        |
| ----------- | ----------- |
| AllMusic    | [ 1 ]       |
| Kerrang!    | [ 2 ]       |

《Third Stage》는 1986년 9월 23일, MCA 레코드에서 발매된 미국의 하드 록 밴드 보스턴의 세 번째 스튜디오 음반이다. 이 곡은 음악가인 톰 숄츠의 하이드어웨이 스튜디오에서 "홍수와 정전 사이"라는 긴 6년 동안 녹음되었다. 이 그룹의 보컬인 숄츠와 브래드 델프는 원래 라인업부터 이 그룹에 남아 있는 유일한 개인이었다. 가사에 있어서는, 이 발매는 노화와 자신의 삶에서 다른 '단계'를 통해 일하는 주제를 불러 일으킨다. 이 음반의 첫 곡인 리드 싱글 〈Amanda〉는 히트곡 1위를 차지했고 이 그룹의 가장 잘 알려진 곡 중 하나이다. 이 음반 자체는 결국 미국 음반 산업 협회에 의해 4배 플래티넘 인증을 받았다.

## 곡 목록
| #   | 제목                                                               | 작사·작곡                    | 재생 시간 |
| --- | ------------------------------------------------------------------ | ---------------------------- | --------- |
| 1.  | 〈Amanda〉                                                         | 톰 숄츠                      | 4:16      |
| 2.  | 〈We're Ready〉                                                    | 숄츠                         | 3:58      |
| 3.  | 〈The Launch: a) Countdown b) Ignition c) Third Stage Separation〉 | 숄츠                         | 2:55      |
| 4.  | 〈Cool the Engines〉                                               | 숄츠, 프랜 시한, 브래드 델프 | 4:23      |
| 5.  | 〈My Destination〉                                                 | 숄츠                         | 2:19      |
| 6.  | 〈A New World〉 (기악)                                             | 짐 마스데아                  | 0:36      |
| 7.  | 〈To Be a Man〉                                                    | 숄츠                         | 3:30      |
| 8.  | 〈I Think I Like It〉                                              | 숄츠, 존 잉글리쉬            | 4:06      |
| 9.  | 〈Can'tcha Say (You Believe in Me)/Still in Love〉                 | 게리 그린, 숄츠, 델프        | 5:13      |
| 10. | 〈Hollyann〉                                                       | 숄츠                         | 5:11      |

## 인증
| 국가                       | 인증        | 판매량/출하량 |
| -------------------------- | ----------- | ------------- |
| 캐나다 (뮤직 캐나다)       | 3× 플래티넘 | 300,000^      |
| 미국 (RIAA)                | 4× 플래티넘 | 4,000,000^    |
| ^출하량을 기반으로 한 인증 |             |               |